# 가나가와현 제16구
가나가와현 제16구(일본어: 神奈川県第17区)는 일본의 중의원 선거구이다. 1994년 공직선거법이 개정되면서 신설되었다.

## 지역
- 사가미하라시
  - 미나미구 일부
  - 미도리구 구 지역
- 자마시 일부
- 아쓰기시
- 이세하라시
- 아이코군

## 역대 국회의원
| 선거          | 선거          | 의원              | 정당       |
| ------------- | ------------- | ----------------- | ---------- |
|               | 1996년 제41회 | 가메이 요시유키   | 자유민주당 |
| 2000년 제42회 |               | 가메이 요시유키   | 자유민주당 |
| 2003년 제43회 |               | 가메이 요시유키   | 자유민주당 |
| 2005년 제44회 |               | 가메이 요시유키   | 자유민주당 |
| 2006년 재보궐 | 가메이 젠타로 |                   | 자유민주당 |
|               | 2009년 제45회 | 고토 유이치       | 민주당     |
|               | 2012년 제46회 | 요시이에 히로유키 | 자유민주당 |
|               | 2014년 제47회 | 고토 유이치       | 민주당     |
|               | 2017년 제48회 | 요시이에 히로유키 | 자유민주당 |